# Laser Er-YAG

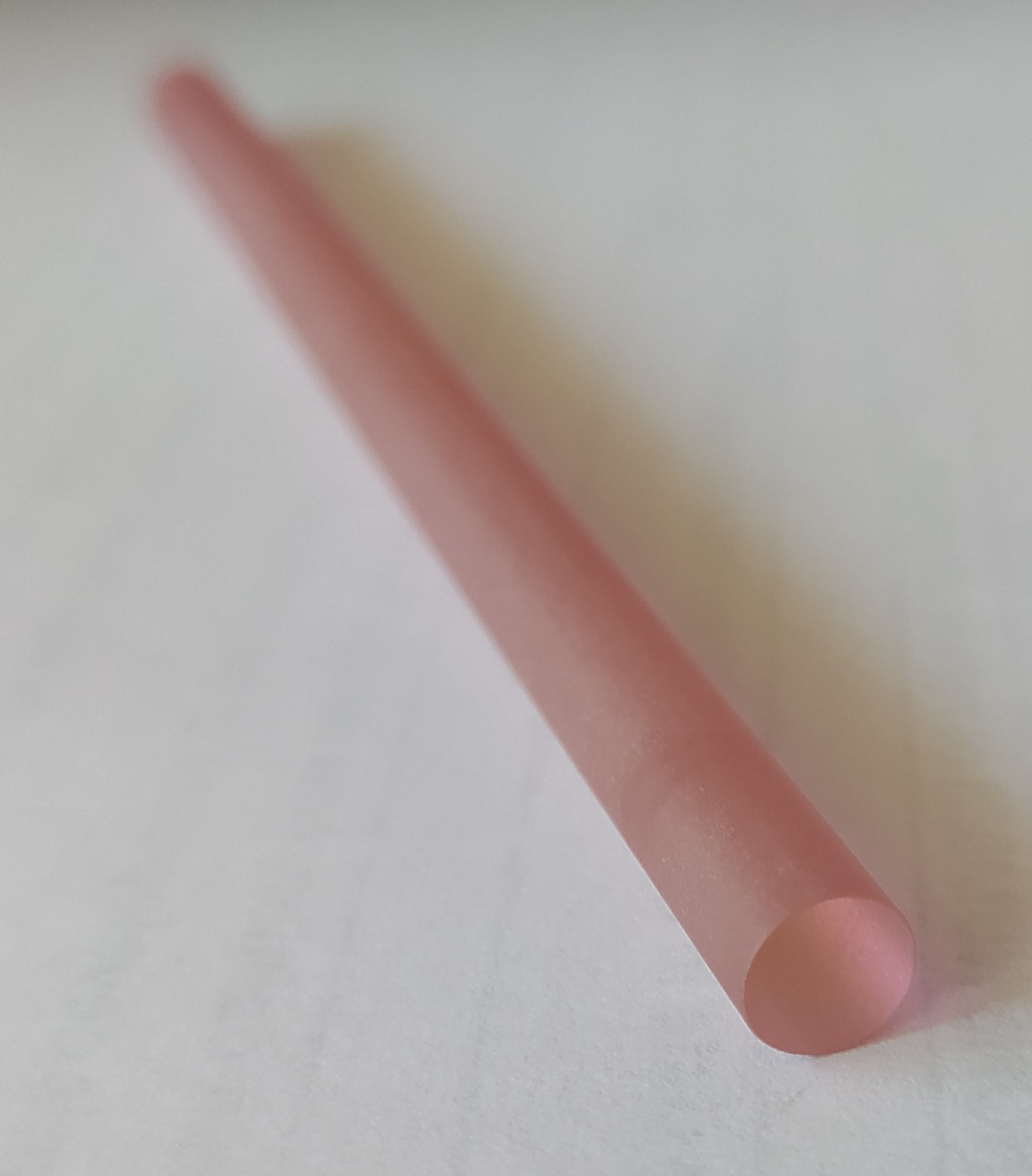
Barreau de laser Er:YAG

Un laser Er:YAG (laser au grenat d'yttrium-aluminium dopé à l'erbium, laser YAG à l'erbium) est un laser à l'état solide dont le milieu amplificateur est un grenat d'yttrium et d'aluminium dopé à l'erbium (Er:Y3Al5O12). Les lasers Er:YAG émettent typiquement une lumière à une longueur d'onde de 2940 nm, dans l'infrarouge.

## Applications
La sortie d'un laser Er:YAG est fortement absorbée par l'eau. Par conséquent, ils sont largement utilisés dans les actes médicaux dans lesquels une pénétration profonde des tissus n'est pas désirée.
Les lasers Er:YAG ont été utilisés pour le resurface laser de la peau humaine. Des exemples d'utilisation comprennent le traitement de l'acné, des rides profondes et du mélasma. En plus d'être absorbée par l'eau, la sortie des lasers Er:YAG est également absorbée par l'hydroxyapatite, ce qui en fait un bon laser pour couper l'os ainsi que les tissus mous. Des applications relatives à la chirurgie des os sont la chirurgie maxillofaciale, l'odontologie, l'implantologie et l'otorhinolaryngologie,,,. Les lasers Er:YAG sont plus sûrs pour l'ablation des verrues que les lasers au dioxyde de carbone, car l'ADN du papillomavirus humain (HPV) ne se retrouve pas dans le panache du laser. Les lasers Er:YAG peuvent être utilisés par l'opération de la cataracte assistée par laser mais à cause de sa nature absorbant l'eau, le laser Nd:YAG est préféré.